# Evaristo Ladislau e Silva
Evaristo Ladislau e Silva (? — ?) foi um político brasileiro.
Foi presidente da província do Espírito Santo, de 16 de novembro de 1852 a 1 de agosto de 1853.